# Tasgaon
Tasgaon là một thành phố và là nơi đặt hội đồng đô thị (municipal council) của quận Sangli thuộc bang Maharashtra, Ấn Độ.

## Địa lý
Tasgaon có vị trí 17°02′B 74°36′Đ / 17,03°B 74,6°Đ Nó có độ cao trung bình là 560 mét (1837 feet).

## Nhân khẩu
Theo điều tra dân số năm 2001 của Ấn Độ, Tasgaon có dân số 33.435 người. Phái nam chiếm 52% tổng số dân và phái nữ chiếm 48%. Tasgaon có tỷ lệ 74% biết đọc biết viết, cao hơn tỷ lệ trung bình toàn quốc là 59,5%: tỷ lệ cho phái nam là 80%, và tỷ lệ cho phái nữ là 68%. Tại Tasgaon, 13% dân số nhỏ hơn 6 tuổi.